# Explosión en el hospital de Bagdad de 2021
En la noche del 24 al 25 de abril de 2021, un incendio en el hospital Ibn al-Khatib en Bagdad, Irak, dejó al menos 82 muertos y 110 heridos.  El incendio se inició con la explosión de tanques de oxígeno designados para pacientes con COVID-19. La falta de sistemas de detección y extinción de incendios contribuyó a la propagación del fuego, y muchos murieron como resultado de que les quitaron los respiradores para escapar del fuego. El desastre provocó llamadas a la rendición de cuentas, y el primer ministro Mustafa al-Kadhimi suspendió al ministro de Salud, Hassan al-Tamimi, al día siguiente.

## Antecedentes
La pandemia de COVID-19 ejerció una gran presión sobre Irak. Hasta abril de 2021, se habían registrado más de un millón de casos en el país, más que en cualquier otro estado árabe. El público se mostró escéptico acerca de las vacunas COVID-19 y muchos se mostraron reacios a usar máscaras durante la pandemia.
Ibn al-Khatib fue uno de los tres hospitales en Bagdad que fueron designados al comienzo de la pandemia por el Ministerio de Salud iraquí para tratar a pacientes con COVID-19. El hospital atendía a uno de los barrios más pobres de Bagdad, y un portavoz del Ministerio de Salud declaró que fue construido originalmente en la década de 1950 y fue renovado el año pasado para tratar a pacientes con coronavirus.
Los pacientes en cuidados intensivos en el hospital recibieron respiradores para ayudarlos a respirar y hubieran sido difíciles de transportar en caso de incendio. La Comisión Europea publicó un informe a principios de 2021 advirtiendo del aumento del riesgo de incendios hospitalarios debido al uso de oxígeno suplementario en las salas de tratamiento de pacientes con coronavirus.

## Explosión
La noche del 24 de abril de 2021 ocurrió un accidente en la unidad de cuidados intensivos (UCI) del hospital que provocó la explosión de un tanque de oxígeno. Fuentes médicas dijeron a Agence France-Presse que el accidente fue causado por "una falla en el almacenamiento de los cilindros de oxígeno".  Un médico informó que el personal había intentado apagar el sistema central de oxígeno del hospital, pero los tanques de oxígeno ya habían comenzado a explotar. Las explosiones provocaron un incendio en la UCI que se extendió rápidamente a varios pisos durante la noche. En el momento del incendio, se creía que al menos 120 pacientes se encontraban en el hospital, reveló un médico del hospital. El mayor general Khadhim Bohan, jefe de la Defensa Civil de Irak, declaró que el hospital no tenía detectores de humo, ni un sistema de rociadores ni mangueras contra incendios, y que el material inflamable utilizado en el falso techo de la UCI contribuyó a la velocidad a la que se propagó el fuego. 
La UCI, reservada para los casos más graves del coronavirus, tenía alrededor de 30 pacientes, y decenas de sus familiares estaban de visita en ese momento. Un testigo, que estaba visitando a su hermano en el hospital, afirmó que vio a personas saltando por las ventanas y médicos aterrizando en autos para escapar del incendio. La Defensa Civil de Irak declaró que el fuego estaba bajo control en las primeras horas de la mañana del 25 de abril.

## Víctimas
Al menos 82 personas murieron como resultado del incendio. La Alta Comisión Iraquí para los Derechos Humanos informó que 28 de las muertes fueron pacientes con coronavirus que estaban siendo tratados en las salas de la UCI y que tuvieron que quitarles los respiradores para escapar del fuego cuando llegó a su sala. Otros habían muerto por inhalación de humo. Según la asociación farmacéutica de Irak, al menos un farmacéutico se encontraba entre las víctimas mortales. Al menos otras 110 personas resultaron heridas. Un periodista de Al Jazeera afirmó que es probable que aumente el número de víctimas mortales porque muchos de los heridos habían sufrido quemaduras graves.